# Valpadana
Valpadana S.p.A. est un constructeur italien de machines agricoles. La société a été créée en 1935 par Ettore Stefani. Avec l'aide de ses fils Eros et Nuber, elle est devenue en quelques années un grand spécialiste d'une gamme de très haute qualité de tracteurs de petites dimensions, destinée à des cultures spécifiques comme la vigne et les vergers. L'entreprise emploie plus de 400 salariés répartis sur quatre sites de production.
En 1966, dans le but de se diversifier, les familles associées Stefani, Prandi et Pederzoli fondent la société S.E.P., spécialisée dans la production de faucheuses, bineuses et  motoculteurs.
En 1995, elle est rachetée par le constructeur italien Landini et intégrée dans le groupe italien Argo.

## Histoire
Fondée en 1935 par Ettore Stefani à San Martino in Rio, près de Reggio Emilia, dans le nord de l’Italie, la société Valpadana SpA s'est lancée dans la production de petites machines agricoles. À partir des années 1960, la marque Valpadana s’est imposée rapidement auprès des opérateurs du secteur agricole grâce à ses productions très spécialisées.
En 1960, la société a lancé son premier tracteur à quatre roues motrices. Quelques années plus tard, Valpadana a fondé la société SEP spécialisée dans la production de faucheuses.
Au début des années 1990, Valpadana a acquis une renommée internationale grâce à une gamme complète d’équipements allant des simples motoculteurs aux tracteurs de 80 Ch.

Depuis sa création en 1935, la société Valpadana est spécialisée dans la conception et la
production de machines agricoles destinées aux vignobles et vergers, à la fenaison en montagne, à l’horticulture en serre, ainsi qu’à l’entretien des espaces verts publics. Aujourd’hui, la large gamme des produits Valpadana est toujours composée de tracteurs compacts, caractéristique unique sur le marché.
La société fournit une ligne complète de machines hautement spécialisées allant des tracteurs à quatre roues motrices de 22 à 95 ch avec transmission à inverseur mécanique et poste de conduite réversible aux tracteurs conventionnels pour vignobles et vergers, destinés aussi bien aux agriculteurs amateurs qu'aux entreprises agricoles.

### Historique de la société
- 1935 - la société Valpadana SpA est créée à San Martino in Rio, dans la province de  Reggio Emilia, dont l'objet est la construction de machines agricoles,
- 1960 - Valpadana conçoit et produit son premier tracteur à quatre roues motrices. La marque Valpadana est remarquée et suscite un vif intérêt auprès des opérateurs du secteur agricole,
- 1966 - Valpadana fonde la société SEP spécialisée dans la production de faucheuses,
- 1988 - Valpadana conçoit et produit le premier tracteur réversible au monde avec poste de conduite sur plate-forme tournante, une machine polyvalente qui deviendra dans les années 1990 la référence dans le domaine des petites machines agricoles,
- 1990 - grâce à la qualité de ses produits, Valpadana s’affirme au niveau international avec une gamme complète d’équipements allant du simple motoculteur de 5 Ch aux tracteurs à transmission intégrale de 80 Ch,
- 1995 - la société est acquise par Landini S.p.A. et intégrée dans le groupe Argo,
- 1998 - les nouvelles gammes 9500 de tracteurs de 65 à 80 Ch et Jupiter, tracteurs compacts de 35 à 50 Ch, sont lancées en production,
- 2000 - le nouveau millénaire marque un tournant décisif dans l’histoire de la société avec sept nouvelles gammes de tracteurs,
- 2001 - SEP S.p.A. est intégrée dans Valpadana S.p.A.,
- 2002 - la gamme de produits Valpadana continue de croitre avec les nouvelles Séries 1200, 1300 et 1600,
- 2003 - Valpadana lance la série 6500, une nouvelle gamme de tracteurs spécialisés à roues identiques (de même diamètre), poste de conduite réversible et inverseur hydraulique, premier tracteur au monde de cette catégorie, à offrir cette option,
- 2004 - le micro-tracteur hydrostatique Série 1000 à deux rapports, d'une puissance de 12 à 16 Ch, est mis en fabrication,
- 2005 - Valpadana présente le modèle "1325", le premier micro-tracteur à 4 roues égales motrices et direction sur les roues avant, d'une largeur de 69 cm. Il est équipé d‘un moteur 3 cylindres refroidi par liquide, d’une transmission hydrostatique et d’une prise de force indépendante avec embrayage multidisque à bain d’huile,
- 2006 - la "Série 6500" est complétée avec le modèle "6575" doté d'un moteur John Deere 4 cylindres turbo de 66 Ch avec inverseur électro-hydraulique à gestion électronique, une nouveauté absolue dans le secteur. La gamme Valpadana s’élargit avec la série "1400". Le modèle "1430", équipé d'un moteur Perkins trois cylindres de 26 Ch, est le plus petit tracteur porte-outils multifonction avec transmission disponible sur le marché,
- 2007 - Valpadana se tourne vers le segment des tracteurs de petites et moyennes puissances en lançant la "Série 4500" qui offre trois options innovantes pour des puissances de 20 à 40 Ch : une boîte de vitesses synchronisée 8AV+4AR, une PDF totalement indépendante avec embrayage multidisque à bain d’huile et freins multidisques internes lubrifiés par huile,
- 2008 - au salon EIMA, Valpadana présente le premier tracteur de la série "VP9600", nouvelle gamme couvrant le segment de 70 à 100 Ch. Valpadana est le premier constructeur à introduire dans cette classe de tracteurs spécialisés un inverseur à commande électro-hydraulique et des motorisations Cummins de 3,3 litres. À cette occasion, Valpadana change son logo et renouvelle son image de marque en introduisant le slogan “Passion originale”. La marque SEP  affiche une nouvelle image et lance une nouvelle gamme de mini-transporteurs sur chenilles et pneus, ainsi qu’une nouvelle ligne de motohoues, un nouveau broyeur à herbe et sarments pour ses motoculteurs et ses faucheuses,
- 2009 - la "Série VP9600" est lancée et comporte quatre versions : tracteur articulé, à deux roues directrices, monodirectionnel et réversible. La série VP6600 est présentée à la foire "Agrilevante" de Bari dans une version restylée et avec de nouvelles motorisations homologuées "Tier 3",
- 2011 - Valpadana lance ses tracteurs VP4600 dans les versions ISM et VRM pour couvrir la plage de puissance allant de 20 à 50 Ch. La boîte de vitesse synchronisée offre 8AV+4AR permettant une vitesse maximum de 30 km/h. La prise de force totalement indépendante est enclenchée à l’aide d’un embrayage multidisque à bain d’huile. Les freins multidisques lubrifiés par huile sur les roues arrière et la direction dispose d'un rayon de braquage très serré ce qui lui confère une maniabilité exceptionnelle,
- 2013 - Valpadana lance les Séries VP 7000 et 9000 comprenant quatre modèles avec puissances de 65 à 95 Ch. Tous les modèles disposent d'un poste de conduite réversible et se déclinent en deux versions : direction sur les roues avant et châssis articulé. Les tracteurs VP 7000 et 9000 sont animés par des moteurs 4 cylindres Fiat Powertrain Technologies conformes aux normes d’émission Stage IIIA.

## Propriété actuelle
Actuellement, et depuis son rachat par son compatriote Landini Trattori en 1995, la société Valpadana SpA et sa filiale SEP font partie du groupe italien Argo, troisième constructeur mondial de machines agricoles qui comprend Argo Tractors, Landini, McCormick et Pegoraro.

## La gamme Valpadana
La gamme actuelle comprend plusieurs types de tracteurs :
- hydrostatiques

VP2700
- isodiamétriques monodirectionnels

VP4500 (VRM, ISM)
VP4600 (VRM, ISM, ARM)
VP6400 (VRM, ISM)
VP6600 (VRM, ISM, ARM)
- isodiamétriques réversibles

VP6600 (ISR)
VP7000 (AR, IS)
VP9600 (ISR, ARR)
- conventionnels

VP1500
VP3000
- spécialisés

VP3600 (F, GE, GT)

## liens externes
- (it) Site Officiel
- La gamme Valpadana actuelle et histoire de la société